# Gauliga Ostpreußen 1933/34
Die Gauliga Ostpreußen 1933/34 war die erste Spielzeit der Gauliga Ostpreußen im Fußball. Die Gauliga wurde in zwei Gruppen mit je sieben Mannschaften aufgeteilt. Die jeweiligen Gruppensieger spielten in Finalspiele die Gaumeisterschaft aus. Die Gaumeisterschaft sicherte sich Preußen Danzig durch einen 6:1-Erfolg im Rückspiel des Gaufinales gegen den SV Hindenburg Allenstein, nachdem die Danziger das Hinspiel noch mit 2:3 verloren. Dadurch qualifizierte sich Danzig für die deutsche Fußballmeisterschaft 1933/34, bei der die Mannschaft jedoch bereits in der Gruppenphase ausschied. 
Neben dem Gruppenletzten der Abteilung I, SV Viktoria Elbing, stieg auch der FC Preußen Gumbinnen aus der Abteilung II in die Bezirksklassen ab, da Gumbinnen einen nicht spielberechtigten Spieler eingesetzt hatte, dadurch zwei eigentlich gewonnene Spiele nachträglich als Niederlage gewertet wurden und Gumbinnen somit ans Tabellenende der Abteilung II rutschte. Aus den Bezirksklassen stiegen die SV Schutzpolizei Danzig und der SV Insterburg auf.

## Teilnehmer
Eine Besonderheit des Baltischen Sport-Verbandes war es, dass Anfang der 1930er auf Grund der Wetterverhältnisse die Verbandsspiele in den einzelnen Bezirken bereits ein Jahr eher als die eigentliche Verbandsendrunde ausgespielt wurde, begannen. Für die Spielzeit 1932/33 erfolgte daher die Austragung in den regionalen Ligen bereits ab Herbst 1931. Dem folgend begann bereits im Herbst 1932 in den einzelnen Kreisen der Spielbetrieb für die Spielzeit 1933/34. Durch die politische Umwälzung und die daraus folgende Einrichtung der Sportgaue gab es jedoch keine baltische Endrunde in der Spielzeit 1933/34 mehr. Zur Feststellung der Teilnehmer an der Gauliga Ostpreußen wurden jedoch diese Abschlusstabellen genommen und nicht die Tabellen, die zur Qualifikation an der baltischen Endrunde 1932/33 berechtigten.
Für die erste Austragung der Gauliga Ostpreußen qualifizierten sich somit folgende Mannschaften:
- die drei besten Teams aus der Abteilungsliga I Königsberg 1933/34:
  - SV Prussia-Samland Königsberg
  - SV Rasensport-Preußen Königsberg
  - VfB Königsberg

- die drei besten Teams aus der Abteilungsliga II Nord 1933/34:
  - SV Yorck Insterburg
  - Tilsiter SC
  - FC Preußen Gumbinnen

- die vier besten Teams aus der Abteilungsliga III Süd 1933/34:
  - SV Hindenburg Allenstein
  - Rastenburger SV
  - SV Viktoria Allenstein
  - Sportvgg. Masovia Lyck

- der Sieger des Kreises I Westpreußen 1933/34:
  - SV Viktoria Elbing

- die drei besten Teams aus dem Kreis II Danzig 1933/34:
  - KS Gedania Danzig
  - BuEV Danzig
  - Preußen Danzig

## Abteilung I

### Kreuztabelle
| 1933/34                          | SC Preußen Danzig | VfB Königsberg | SV Prussia-Samland Königsberg | SV Rasensport-Preußen Königsberg | BuEV Danzig | SC Gedania Danzig | SV Viktoria Elbing |
| -------------------------------- | ----------------- | -------------- | ----------------------------- | -------------------------------- | ----------- | ----------------- | ------------------ |
| SC Preußen Danzig                |                   | 5:2            | 4:3                           | 7:0                              | 7:1         | 4:3               | 8:4                |
| VfB Königsberg                   | 4:3               |                | 1:0                           | 3:2                              | 6:1         | 5:2               | 5:0                |
| SV Prussia-Samland Königsberg    | 1:2               | 4:0            |                               | 2:1                              | 2:1         | 6:3               | 3:2                |
| SV Rasensport-Preußen Königsberg | 1:1               | 0:1            | 3:2                           |                                  | 4:1         | 1:1               | 8:3                |
| BuEV Danzig                      | 0:3               | 2:3            | 2:1                           | 7:2                              |             | 5:4               | 0:1                |
| KS Gedania Danzig                | 1:4               | 1:4            | 2:1                           | 0:4                              | 1:4         |                   | 4:3                |
| SV Viktoria Elbing               | 0:3               | 0:6            | 2:2                           | 3:2                              | 1:2         | 0:0               |                    |

### Abschlusstabelle
| Pl. | Verein                           | Sp. | S  | U | N | Tore    | Quote | Punkte |
| --- | -------------------------------- | --- | -- | - | - | ------- | ----- | ------ |
| 1.  | SC Preußen Danzig                | 12  | 10 | 1 | 1 | 051:200 | 2,55  | 21:30  |
| 2.  | VfB Königsberg                   | 12  | 10 | 0 | 2 | 040:200 | 2,00  | 20:40  |
| 3.  | SV Prussia-Samland Königsberg    | 12  | 5  | 1 | 6 | 027:230 | 1,17  | 11:13  |
| 4.  | SV Rasensport-Preußen Königsberg | 12  | 4  | 2 | 6 | 028:310 | 0,90  | 10:14  |
| 5.  | BuEV Danzig                      | 12  | 5  | 0 | 7 | 026:350 | 0,74  | 10:14  |
| 6.  | KS Gedania Danzig                | 12  | 2  | 2 | 8 | 022:410 | 0,54  | 06:18  |
| 7.  | SV Viktoria Elbing               | 12  | 2  | 2 | 8 | 019:430 | 0,44  | 06:18  |

## Abteilung II

### Kreuztabelle
| 1933/34                   | MSV Hindenburg Allenstein | MSV Yorck Insterburg | SVgg Masovia Lyck | SV Viktoria Allenstein | Tilsiter SC | Rastenburger SV | FC Preußen Gumbinnen |
| ------------------------- | ------------------------- | -------------------- | ----------------- | ---------------------- | ----------- | --------------- | -------------------- |
| MSV Hindenburg Allenstein |                           | 3:3                  | 2:2               | 3:1                    | +0:0 a      | 3:0             | 11:0                 |
| MSV Yorck Insterburg      | 1:2                       |                      | 5:3               | 1:2                    | 1:0         | 11:0            | 9:1                  |
| SVgg Masovia Lyck         | 1:3                       | 2:3                  |                   | 9:1                    | 6:2         | 10:2            | 6:3                  |
| SV Viktoria Allenstein    | 1:5                       | 3:1                  | 1:4               |                        | 5:3         | 7:2             | 2:2                  |
| Tilsiter SC               | 1:4                       | 4:4                  | 3:0               | 3:3                    |             | 1:3             | 2:2                  |
| Rastenburger SV           | 3:3                       | 0:2                  | 2:4               | 2:6                    | 2:5         |                 | 5:2                  |
| FC Preußen Gumbinnen      | 2:5                       | 1:8                  | 1:5               | 0:0+ b                 | 1:3         | 0:0+ c          |                      |

### Abschlusstabelle
| Pl. | Verein                    | Sp. | S | U | N  | Tore    | Quote | Punkte |
| --- | ------------------------- | --- | - | - | -- | ------- | ----- | ------ |
| 1.  | MSV Hindenburg Allenstein | 12  | 9 | 3 | 0  | 044:150 | 2,93  | 21:30  |
| 2.  | MSV Yorck Insterburg      | 12  | 7 | 2 | 3  | 049:210 | 2,33  | 16:80  |
| 3.  | SVgg Masovia Lyck         | 12  | 7 | 1 | 4  | 052:280 | 1,86  | 15:90  |
| 4.  | SV Viktoria Allenstein    | 12  | 6 | 2 | 4  | 032:350 | 0,91  | 14:10  |
| 5.  | Tilsiter SC               | 12  | 3 | 3 | 6  | 027:310 | 0,87  | 09:15  |
| 6.  | Rastenburger SV 08        | 12  | 3 | 1 | 8  | 021:540 | 0,39  | 07:17  |
| 7.  | FC Preußen Gumbinnen      | 12  | 0 | 2 | 10 | 015:560 | 0,27  | 02:22  |

## Finalspiele Gaumeisterschaft

### Hinspiel
| MSV Hindenburg Allenstein                                | MSV Hindenburg Allenstein | SC Preußen Danzig | SC Preußen Danzig |
| -------------------------------------------------------- | --- | --- | ----------------- |
| MSV Hindenburg Allenstein                                | \| 18. März 1934 in Allenstein (Platz an der Reiterkaserne) \| \| Ergebnis: 3:2 (3:0) \| \| Zuschauer: 2.000 \| \| Schiedsrichter: Krawzick (Königsberg) \|       | \| 18. März 1934 in Allenstein (Platz an der Reiterkaserne) \| \| Ergebnis: 3:2 (3:0) \| \| Zuschauer: 2.000 \| \| Schiedsrichter: Krawzick (Königsberg) \| | SC Preußen Danzig |
| MSV Hindenburg Allenstein                                | Paul Glowka – Gustav Kaminski, Bieber – Willi Heidinger, Putzka, Hans Majewski – Walter Kopitzke, Erich Michalczyk, Paul Kiesielnicki, Maurischat, Ernst Kopitzke | Wilhelm Steffanowski – Arthur Janz, Stockmann – Koglin, Paul Matthies, Marotzki – Schmidt, Stolzenberg, Zielke, Mondry, Kawlowski                           | SC Preußen Danzig |
| MSV Hindenburg Allenstein                                | 1:0 Kisielnicki (30.) 2:0 Kopitzke (40.) 3:0 Kisielnicki (44.) | 3:1 Kawlowski (70.) 3:2 Kawlowski (75.) | SC Preußen Danzig |
| 18. März 1934 in Allenstein (Platz an der Reiterkaserne) | | |                   |
| Ergebnis: 3:2 (3:0)                                      | | |                   |
| Zuschauer: 2.000                                         | | |                   |
| Schiedsrichter: Krawzick (Königsberg)                    | | |                   |

### Rückspiel
| SC Preußen Danzig                               | SC Preußen Danzig | MSV Hindenburg Allenstein | MSV Hindenburg Allenstein |
| ----------------------------------------------- | --- | --- | ------------------------- |
| SC Preußen Danzig                               | \| 25. März 1934 in Danzig (Kampfbahn Niederstadt) \| \| Ergebnis: 6:1 (3:0) \| \| Zuschauer: 4.000 \| \| Schiedsrichter: Praetzel (Elbing) \| | \| 25. März 1934 in Danzig (Kampfbahn Niederstadt) \| \| Ergebnis: 6:1 (3:0) \| \| Zuschauer: 4.000 \| \| Schiedsrichter: Praetzel (Elbing) \|         | MSV Hindenburg Allenstein |
| SC Preußen Danzig                               | Wilhelm Steffanowski – Arthur Janz, Stockmann – Koglin, Paul Matthies, Marotzki – Schmidt, Stolzenberg, Zielke, Mondry, Schinowski             | Paul Glowka – Gustav Kaminski, Bieber – Willi Heidinger, Putzka, Hans Majewski – Walter Kopitzke, Meyer, Paul Kiesielnicki, Maurischat, Ernst Kopitzke | MSV Hindenburg Allenstein |
| SC Preußen Danzig                               | 1:0 Stockmann (34., HE) 2:0 Zielke (37.) 3:0 Schmidt (39.) 4:0 Stolzenberg (71.) 5:0 Zielke (73.) 6:1 Stolzenberg (87.)                        | 5:1 Maurischat (84.) | MSV Hindenburg Allenstein |
| 25. März 1934 in Danzig (Kampfbahn Niederstadt) | | |                           |
| Ergebnis: 6:1 (3:0)                             | | |                           |
| Zuschauer: 4.000                                | | |                           |
| Schiedsrichter: Praetzel (Elbing)               | | |                           |

## Aufstiegsrunde
| Datum                        |                                                          | Gesamt |                                                                 | Hinspiel | Rückspiel |
| ---------------------------- | -------------------------------------------------------- | ------ | --------------------------------------------------------------- | -------- | --------- |
| 3. Juni 1934 / 24. Juni 1934 | Concordia Königsberg (Sieger Bezirksklasse I Königsberg) | 2:6    | SV Polizei Danzig (Sieger Bezirksklasse IV Danzig-Marienwerder) | 2:0      | 0:6       |
| 3. Juni 1934 / 24. Juni 1934 | SV Allenstein (Sieger Bezirksklasse III Allenstein)      | 4:5    | SV Insterburg (Sieger Bezirksklasse II Gumbinnen)               | 3:0      | 1:5       |